# Saxophone basse
Le saxophone basse est un instrument de musique à vent, de la famille des bois, parmi les tessitures les plus graves de la famille des saxophones.
Le premier véritable saxophone basse fut construit par le fils d'Adolphe Sax (Adolphe Edouard Sax) dans les années 1868, car le saxophone qu'Adolphe Sax père, qualifié de "basse", fut rebaptisé "baryton". Les sociétés Conn, Buescher Band Instrument Company, Kohlert, Evette et Schaeffer, puis Selmer, en ont également produit un certain nombre de modèles.
Ce saxophone reste aujourd'hui un instrument relativement rare, à cause de son encombrement et de son coût. Il est essentiellement fabriqué par Selmer, Jinyin, Jinbao, Keilwerth et Eppelsheim.
Cet instrument sonne à l'octave inférieure du saxophone ténor en si{\displaystyle \flat }. Faute de saxophones contrebasses en nombre suffisant (jusqu'à l'apparition du tubax), il est longtemps resté l'instrument grave de la famille, celui que l'on utilise dans l'ensemble de saxophones comme base harmonique et parfois aussi dans l'orchestre d'harmonie et l'orchestre d'anches simples.
En jazz, on l'a entendu dans les orchestres de Duke Ellington, entre autres, où il fut joué par Otto Hardwick. D'autres joueurs occasionnels dans divers orchestres des années d'entre-deux-guerres incluent Coleman Hawkins, Adrian Rollini, ou Billy Fowler. Si son utilisation dans l'orchestre se résumait essentiellement à tenir le rôle de basse, les musiciens de free jazz en firent une utilisation plus soliste, on peut en particulier citer Jan Garbarek lors de ses débuts, Roscoe Mitchell, Vinny Golia, Peter Brötzmann ou Anthony Braxton. Plus récemment, il est également pratiqué avec bonheur par James Carter, Frédéric Couderc et Yochk'o Seffer.
Dans la musique classique, un de ses premiers promoteurs fut l'allemand Gustav Bumcke (de), qui dès les années 1920 le jouait au sein de l'ensemble de saxophones berlinois qu'il avait formé avec ses élèves.
Il a également suscité un répertoire solo dans la musique contemporaine, et des compositeurs tels que Bernard Cavana, Gérard Grisey, Klas Torstensson (en) ou Horacio Vaggione lui ont consacré des pièces mettant en valeur ses possibilités sonores particulières et rares sur le plan de la richesse harmonique. Parmi les instrumentistes spécialisés, il faut citer Marie-Bernadette Charrier ou Andreas van Zoelen. Mais il est souvent pratiqué en complément par les musiciens spécialisés dans les graves, comme le saxophone baryton.
Il existe une variante historique très rare de  saxophone basse en ut connue à ce jour en 2 exemplaires (le  prototype d'Adolphe Sax  annoncé dans le  brevet belge de 1850, un modèle   de  Millereau).